# Chevêchette à dos marron
Glaucidium castanotum
Espèce
Synonymes
- Athene castanotus Blyth, 1846
(protonyme)
- Glaucidium castanonotum (Blyth, 1846)
(cacographie)

Statut de conservation UICN

 NT  : Quasi menacé
Statut CITES
La Chevêchette à dos marron (Glaucidium castanotum) est une espèce d'oiseaux de la famille des Strigidae.

## Répartition
Cette espèce est endémique du Sri Lanka.